# Washington/Southeast 12th Avenue megállóhely
Washington/Southeast 12th Avenue megállóhely a Metropolitan Area Express kék vonalának megállója az Oregon állambeli Hillsboroban.
A megálló után a vonatok áthaladnak a főutca fölötti felüljárón, onnantól pedig a közúti forgalommal közösen, nyílt pályán közlekednek tovább.

## Történet
A kék vonal Westside szakaszának kivitelezése 1993-ban kezdődött; az OTAK Inc. által tervezett megálló 1998 augusztusában lett kész. A járatok végül szeptember 12-én indultak el. 2011 márciusában szövetségi támogatással 10 megállóban térfigyelő rendszert építettek ki, köztük itt is.

## Elhelyezkedése
A szélső peronok a délkeleti Washington utca keleti végén, a délkeleti 12. sugárút kereszteződésében találhatóak; a vasúti pálya innen betonnal burkolt. Az OTAK Inc. által tervezett megálló zárt kerékpártárolókkal felszerelt.

## Műtárgyak
A megálló alkotásai Linda Haworth nevéhez fűződnek; mivel egy főleg spanyol ajkúak által lakott városrészben található, a műtárgyak témája a „La Casa Dulce y el Jardin de la Vida” („Édes otthon és az élet kertje”). A legnagyobb alkotás a környék lakói által épített, 650 mozaikból álló, 43 méter magas fal; láthatók még a szélfogók üvegeibe mart fotók, a padokon elhelyezett madármozaikok és a Nate Slusarenko által tervezett, a Hood-hegyet és járműveket ábrázoló, hógömb formájú szélkakas. A megállóban továbbá építettek még egy szőnyegre hasonlító sétányt, illetve a tradicionális sajtfőző üstökre emlékeztető virágtartókat helyeztek ki.
| Előző állomás                                                     |  | Metropolitan Area Express |  | Következő állomás                                          |
| ----------------------------------------------------------------- |  | ------------------------- |  | ---------------------------------------------------------- |
| Tuality Hospital/SE 8th Avetovább Hatfield Government Center felé |  | Kék vonal                 |  | Fair Complex/Hillsboro Airporttovább Cleveland Avenue felé |

## Fordítás
- Ez a szócikk részben vagy egészben  a   Washington/Southeast 12th Avenue MAX Station című angol Wikipédia-szócikk ezen változatának fordításán alapul.  Az eredeti cikk szerkesztőit annak laptörténete sorolja fel. Ez a jelzés csupán a megfogalmazás eredetét és a szerzői jogokat jelzi, nem szolgál a cikkben szereplő információk forrásmegjelöléseként.